# Чемпіонат Європи з дзюдо 2022
Чемпіонат Європи з дзюдо 2022 року проходить у Софії з 29 квітня по 1 травня 2022 року.

## Результати

### Чоловіки
| Вага    | Золото                      | Срібло                          | Бронза                                                |
| ------- | --------------------------- | ------------------------------- | ----------------------------------------------------- |
| −60 кг  | Франсіско Гаррігос Іспанія  | Яніслав Герчев Болгарія         | Седрік Револь Франція Йорре Верстратен Бельгія        |
| −66 кг  | Богдан Ядов Україна         | Альберто Гайтеро Мартін Іспанія | Еліос Манці Італія Деніс Вієру Молдова                |
| −73 кг  | Хідаят Гейдаров Азербайджан | Джованні Еспозіто Італія        | Марк Христов Болгарія Рустам Оруджев Азербайджан      |
| −81 кг  | Тато Грігалашвілі Грузія    | Маттіас Кассе Бельгія           | Самі Чучі Бельгія Аттіла Унгварі Угорщина             |
| −90 кг  | Лука Майсурадзе Грузія      | Дарко Брасньович Сербія         | Теодорос Целідіс Греція Маммадалі Мехдієв Азербайджан |
| −100 кг | Міхаель Коррел Нідерланди   | Пйотр Кучера Польща             | Ніколоз Шеразадішвілі Іспанія Даніель Ейх Швейцарія   |
| +100 кг | Юр Спійкерс Нідерланди      | Йоганнес Фрей Німеччина         | Гурам Тушішвілі Грузія Рой Меєр Нідерланди            |

### Жінки
| Вага   | Золото                        | Срібло                    | Бронза                                              |
| ------ | ----------------------------- | ------------------------- | --------------------------------------------------- |
| −48 кг | Шірін Буклі Франція           | Катаріна Коста Португалія | Шіра Рішоні Ізраїль Джулія Фігероа Іспанія          |
| −52 кг | Челсі Джайлс Велика Британія  | Амандін Бюшар Франція     | Дістрія Краснічі Косово Ана Вікторія Пуліз Хорватія |
| −57 кг | Тімна Нельсон-Леві Ізраїль    | Сара-Леоні Сізік Франція  | Міна Лібер Бельгія Етері Ліпартеліані Грузія        |
| −63 кг | Джемма Говелл Велика Британія | Лаура Фазліу Косово       | Софі Йозбаш Угорщина Гілі Шарір Ізраїль             |
| −70 кг | Марі-Їв Гайє Франція          | Санне ван Дейк Нідерланди | Марго Піно Франція Анка Погачник Словенія           |
| −78 кг | Аліна Боем Німеччина          | Гуше Стенхейс Нідерланди  | Мадлен Малонга Франція Аліче Белланді Італія        |
| +78 кг | Романа Дікко Франція          | Раз Гершко Ізраїль        | Ася Товано Італія Себіль Акбулут Туреччина          |

### Медальний залік
*   Країна-господарка ( Болгарія)
| Місце               | Країна              | Золото | Срібло | Бронза | Загалом |
| ------------------- | ------------------- | ------ | ------ | ------ | ------- |
| 1                   | Франція             | 3      | 2      | 3      | 8       |
| 2                   | Нідерланди          | 2      | 2      | 1      | 5       |
| 3                   | Грузія              | 2      | 0      | 2      | 4       |
| 4                   | Велика Британія     | 2      | 0      | 0      | 2       |
| 5                   | Ізраїль             | 1      | 1      | 2      | 4       |
| 5                   | Іспанія             | 1      | 1      | 2      | 4       |
| 7                   | Німеччина           | 1      | 1      | 0      | 2       |
| 8                   | Азербайджан         | 1      | 0      | 2      | 3       |
| 9                   | Україна             | 1      | 0      | 0      | 1       |
| 10                  | Італія              | 0      | 1      | 3      | 4       |
| 10                  | Бельгія             | 0      | 1      | 3      | 4       |
| 12                  | Болгарія*           | 0      | 1      | 1      | 2       |
| 12                  | Косово              | 0      | 1      | 1      | 2       |
| 14                  | Польща              | 0      | 1      | 0      | 1       |
| 14                  | Португалія          | 0      | 1      | 0      | 1       |
| 14                  | Сербія              | 0      | 1      | 0      | 1       |
| 17                  | Угорщина            | 0      | 0      | 2      | 2       |
| 18                  | Греція              | 0      | 0      | 1      | 1       |
| 18                  | Молдова             | 0      | 0      | 1      | 1       |
| 18                  | Словенія            | 0      | 0      | 1      | 1       |
| 18                  | Туреччина           | 0      | 0      | 1      | 1       |
| 18                  | Хорватія            | 0      | 0      | 1      | 1       |
| 18                  | Швейцарія           | 0      | 0      | 1      | 1       |
| Загалом (23 збірні) | Загалом (23 збірні) | 14     | 14     | 28     | 56      |

## Країни-учасниці
- Албанія (1)
- Вірменія (2)
- Австрія (10)
- Бельгія (8)
- Боснія і Герцеговина (5)
- Болгарія
- Хорватія (12)
- Кіпр (6)
- Чехія (8)
- Данія (3)
- Естонія (6)
- Фінляндія (2)
- Франція (18)
- Грузія (11)
- Німеччина (15)
- Велика Британія (16)
- Угорщина (11)
- Ірландія (5)
- Ізраїль (8)
- Косово (4)
- Литва (4)
- Монако (1)
- Нідерланди (17)
- Португалія (12)
- Сербія (15)
- Словаччина (4)
- Словенія (14)
- Іспанія (18)
- Швеція (2)
- Швейцарія (4)
- Україна (10)